# Drago Grah
Drago Grah, slovenski pisatelj, prevajalec in lektor nemščine, * 12. februar 1937, Sveti Jurij v Prekmurju, † 13. november 1980, Ljubljana.

## Življenjepis
Drago Grah je leta 1964 diplomiral iz germanistika na Filozofski fakulteti v Ljubljani in tam 1977 tudi doktoriral. Od leta 1966 do 1980 je na Filozofski fakulteti predaval nemško književnost. Strokovno se je izpopolnjeval na univerzi v Hamburgu (1970 do 1971) ter predaval na Univerzi v Gradcu (1975 do 1976).

## Delo
Prozo je začel objavljati že kot srednješolec.
Grah je pisal črtice, novele, romane in potopise. V slovenščino je prevajal iz angleščine, nemščine in madžarščine, iz slovenščine pa je prevajal v nemščino. Nekatera njegova dela so izšla v madžarskem jeziku. Izdal je tudi antologijo proze afriških črncev Zlato črnih dlani. Uveljavil pa se je tudi kot raziskovalec avstralske književnosti. Njegovo glavno raziskovalno področje pa je bilo moderna nemška proza.
Knjižne izdaje:
Leposlovje:
Pot in stranpoti. Ljubljana: Mladinska knjiga, 1963.
Konec pravljice. Murska Sobota: Pomurska založba, 1964.
Deveta nebesa. Murska Sobota: Pomurska založba, 1969.
Prevodi v slovenščino:
Iz angleščine:
Zlato črnih dlani. Umetniška proza črnske Afrike (z Andrejem Inkretom). Murska Sobota: Pomurska založba, 1963.
Charles Nordhoff: Temna reka. Maribor: Obzorja, 1967, 1980 (2. izd.)
Thomas B. Costain: Poslednja ljubezen. Murska Sobota: Pomurska založba, 1967.
Iz nemščine:
Romani:
Sandra Paretti: Roža in meč. Murska Sobota: Pomurska založba, 1968, 1971 (2. izd.), 1976 (2. izd. pod skupnim naslovom Caroline).
Sandra Paretti: Lastovka in lev. Murska Sobota: Pomurska založba, 1970, 1972 (2. izd.), 1976 (2. izd. pod skupnim naslovom Caroline). 
Sandra Paretti: Škrlat in diamant. Murska Sobota: Pomurska založba, 1971, 1976 (2. izd. pod skupnim naslovom Caroline).
Sandra Paretti: Zima, ki je bila poletje. Murska Sobota: Pomurska založba, 1973.
Heinrich Boll: Skupinska slika z gospo. Murska Sobota: Pomurska založba, 1973.
Sandra Paretti: Sreča v zakupu. Murska Sobota: Pomurska založba, 1975.
Hugo Raes: Zapisani usodi (s Käthe Grah). Murska Sobota: Pomurska založba, 1978. 
Televizijska in gledališka igra:
Peter Wagner: Pišta Purdy pravi: cimbale so mrtve. Ljubljana: RTV, 1977.
Frany Xaver Kroetz: Moška zadeva. Celje: SLG, 1976. 
Iz madžarščine:
Németh L.: Groza. Murska Sobota: Pomurska založba, 1966.
Ljubezen: izbor sodobne madžarske proze (z drugimi prevajalci). Murska Sobota: Pomurska založba, 1969. 
Mikszáth K.: Nenavadna poroka. Murska Sobota: Pomurska založba, 1968.
Prevodi iz slovenščine v nemščino:
Knjižne izdaje:
Žarko Petan: Mit leerem Kopf nickt man sich leichter. Satirische Aphorismen. Graz: Styria, 1979, 1980 (2. izd.), 1985 (3. izd.)
Franc Šebjanič: Die protestantische Bewegung der pannonischen Slovenen. Murska Sobota: Pomurska založba, 1979.
Bela Sever: Die Gemeinde Murska Sobota. V B. Sever, Murska Sobota, občina in mesto (str. 61-92). Murska Sobota: Pomurska založba, 1980.
Matjaž Kmecl: Die Schätze Sloveniens. Ljubljana: Cankarjeva založba, 1981, 1987 (2. izd.), 1993 (3. izd.), 1997 (4. izd.). 
Žarko Petan: Himmel in Quadraten: Aphorismen und kleine Prosa. Graz: Styria, 1981.